# إنفينيتي كيو إكس 60
إنفينيتي كيو إكس 60 هي سيارة من إنتاج شركة نيسان موتورز.